# Thecla cyda
Thecla cyda är en fjärilsart som beskrevs av Frederick DuCane Godman och Osbert Salvin 1887. Thecla cyda ingår i släktet Thecla och familjen juvelvingar. Inga underarter finns listade i Catalogue of Life.